# (33346) Sabinedevieilhe
(33346) Sabinedevieilhe est un astéroïde de la ceinture principale.

## Description
(33346) Sabinedevieilhe est un astéroïde de la ceinture principale. Il fut découvert le 15 décembre 1998 à Caussols par le programme ODAS. Il présente une orbite caractérisée par un demi-grand axe de 2,57 UA, une excentricité de 0,11 et une inclinaison de 14,2° par rapport à l'écliptique.
Il est nommé d'après la soprano française Sabine Devieilhe qui est une des sopranos françaises ayant interprété le rôle de Lakmé à l'Opéra-comique, à la suite de (33343) Madorobin, (33344) Madymesplé et (33345) Nataliedessay.